# Боборыкин, Николай Николаевич (композитор)
Никола́й Никола́евич Боборы́кин (8 апреля 1887 — 16 декабря 1963, Париж) — русский композитор, правовед. Один из первых русских композиторов оперетты.

## Биография
Родился 8 апреля 1887 года. В 1907 году окончил Императорское училище правоведения. Служил начальником отделения департамента Общих дел Министерства внутренних дел, коллежский советник.
В результате Гражданской войны в России эмигрировал во Францию, где занимался антиквариатом.
Один из первых русских композиторов оперетты; несколько популярных оперетт написал до 1917 года. Написал для Марии Кузнецовой оперу-буфф «Инес» и оперу «Коррида», поставленную в оперном театре Ниццы в 1926 году. Также писал музыку для песен и романсов. Вокальные произведения Боборыкина в 1940-е годы включали в свои концертные программы Е. Лушникова, Г. Поземковский и др.
Умер 16 декабря 1963 года в Париже, похоронен на кладбище Сент-Женевьев-де-Буа.

### Семья
Приходился родственником писателю П. Д. Боборыкину.
Жена — Мария Александровна Боборыкина (урождённая Арцимович, псевдоним Maria Bary; 1889—1965), французский драматург и сценаристка.

## Участие в творческих и общественных организациях
- Общество возрождения художественной Руси (в числе учредителей)[4]
- Член Комитета кассы правоведов
- Член Союза ревнителей памяти императора Николая II (с 1943)